# Сена-Мадурейра (микрорегион)

Сена-Мадурейра на карте.

Сена-Мадурейра (порт. Microrregião de Sena Madureira) — микрорегион в Бразилии, входит в штат Акри. Составная часть мезорегиона Вали-ду-Акри. Население составляет 50 701 человек (на 2010 год). Площадь — 40 531,800 км². Плотность населения — 1,25 чел./км².

## Демография
Согласно сведениям, собранным в ходе переписи 2010 г. Национальным институтом географии и статистики (IBGE), население микрорегиона составляет:
| Полное население                             | Полное население                             | Полное население                             | Полное население                             | 50 701 |
| -------------------------------------------- | -------------------------------------------- | -------------------------------------------- | -------------------------------------------- | ------ |
| в том числе:                                 | Городское население                          | 32 282                                       | Процент городского населения, %              | 63,67  |
|                                              | Сельское население                           | 18 419                                       | Процент сельского населения, %               | 36,33  |
|                                              | Мужское население                            | 26 400                                       | Процент мужского населения, %                | 52,07  |
|                                              | Женское население                            | 24 301                                       | Процент женского населения, %                | 47,93  |
| Плотность населения, чел/км²                 | Плотность населения, чел/км²                 | Плотность населения, чел/км²                 | Плотность населения, чел/км²                 | 1,25   |
| Население микрорегиона в % к населению штата | Население микрорегиона в % к населению штата | Население микрорегиона в % к населению штата | Население микрорегиона в % к населению штата | 6,91   |

## Состав микрорегиона
В составе микрорегиона включены следующие муниципалитеты:
1. Мануэл-Урбану
2. Санта-Роза-ду-Пурус
3. Сена-Мадурейра